# Rhodope veranyi
Rhodope veranyi är en snäckart. Rhodope veranyi ingår i släktet Rhodope och familjen Rhodopidae. Inga underarter finns listade i Catalogue of Life.